# Каутней (лунный кратер)
Кратер Каутней (лат. Courtney) — маленький ударный кратер в центральной части Моря Дождей на видимой стороне Луны. Название присвоено по английскому мужскому имени и утверждено Международным астрономическим союзом в 1976 г. 

## Описание кратера

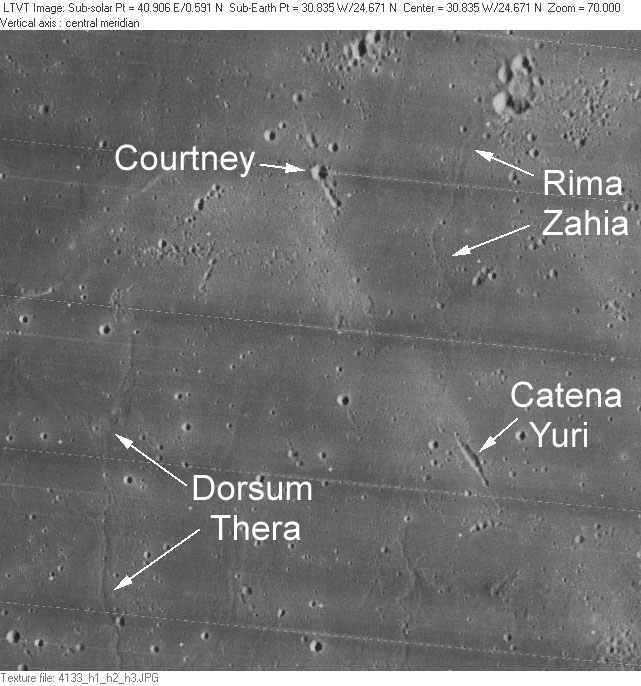
Окрестности кратера Каутней. Снимок Lunar Orbiter - IV.

Ближайшими соседями кратера являются кратер Диофант на северо-западе; кратер Каванту на севере-северо-востоке; кратер Эйлер на юго-востоке; кратеры Джехан и Наташа на юге и кратер Брейли на юго-западе. В непосредственной близости от кратера Каутней находятся гряда Тера на юго-западе, борозда Захии на востоке и цепочка кратеров Юрия на юго-востоке. На западе от кратера Каутней находится гряда Ардуино, а за ней горы Харбингер; на северо-востоке пик Ла-Гира; на юге борозда Эйлера, а за ней горы Карпаты; на юго-западе Пик Виноградова. Селенографические координаты центра кратера 25°08′ с. ш. 30°49′ з. д. / 25,14° с. ш. 30,81° з. д., диаметр 1,2 км, глубина 130 м>.
Кратер имеет циркулярную чашеобразную форму, незначительно разрушен. Вал перекрыт множеством мелких кратеров. Высота вала над окружающей местностью достигает 40 м, объем кратера составляет около 0,04 км3. Местность вокруг кратера отмечена светлыми лучами от кратера Эйлер.

## Сателлитные кратеры
Отсутствуют.

## См.также
- Список кратеров на Луне
- Лунный кратер
- Морфологический каталог кратеров Луны
- Планетная номенклатура
- Селенография
- Минералогия Луны
- Геология Луны
- Поздняя тяжёлая бомбардировка